# A&A アンドロイド・アンド・エイリアン
『A&A アンドロイド・アンド・エイリアン』は、北川拓磨による日本のライトノベル。イラストはMA@YA。角川スニーカー文庫（KADOKAWA）より2010年2月から同年9月まで刊行された。第14回スニーカー大賞奨励賞受賞作。著者によれば、真のタイトルは「A$A$A」で、1つ目のAは「アンドロイド」。2つ目は「エイリアン」で3つ目は「友達」（amigo、アミーゴ）とのこと。

## あらすじ
走ることが好きな高校生、神崎光輔は日課としている夜のランニング中、擬似生物に襲われている少女・月夜野イリアと出会う。彼女を助けようとするものの、光輔は擬似生物によって殺されてしまい、イリアの手によってアンドロイドとしてよみがえる。実は、イリアは地球には研究と〈スイッチ〉の回収に来ていた宇宙人だったのである。これ以降、アンドロイド化された光輔は、イリアの研究に付き合わされることになるのであった。

## 登場人物
神崎光輔（かんざき こうすけ）
本編の主人公で高校2年生。走ることが好きで、物語の始まった時点では陸上部に所属していた。物語冒頭で擬似生物に殺されるも、イリアの科学力によってアンドロイドとして復活。イリアの研究と〈スイッチ〉の回収を手伝うことになる。
アンドロイド化以降は外見および重量は変らないものの、質量は大幅に増大している。その他、五官の働きと身体能力も上昇している。ただ、どれだけ走っても疲労もなく、心臓の鼓動も感じられないことに落胆して陸上部を退部するなど落ち込んでいる時期もあった。
得意科目は国語で、「歩く辞書」としてイリアの言い間違いを訂正している。
現在でも彼の死体はイリアの自宅に保存されており、イリアの研究がうまく行けばもとの体に戻れる可能性がある。
月夜野イリア（つきのよ -）
本作のヒロイン的存在。「月夜野イリア」というのは本名ではなく、「イリア」は「エイリアン」から。外見は銀髪の少女で腕力・体力は並みの地球人以下ながら、有能な宇宙人のアンドロイド技師。半年ほど前から地球人を研究のために地球にやってきている。また、擬似生物に対抗できるアンドロイドを作ることができるという理由で〈スイッチ〉の回収を命じられたりもしている。光輔のアンドロイド化以降、彼を手元で監視するために光輔の高校に転校（もともと学生ではなかったので、正確には編入学）してきた。
性格は人見知りが激しく、コミュニケーション能力に乏しい。また、地球に来てからずっと引きこもって研究活動をしていたため、文化面に対する知識が欠けており、スクール水着姿で外出しようとするなど奇行に走ることがある。また、頻繁に言い間違いをしたり、まともに片仮名すら筆記できなかったりする。
「部活動をしたいが、人が多いのは嫌」、という理由で、自ら作ったミステリー研究会の部長を務めている。好物はあんこ。
佐藤日奈子（さとう ひなこ）
光輔の幼馴染。美術部に所属するかたわら、イリアのミステリー研究会に名前を貸している。
渡良瀬蒼馬（わたらせ そうま）
光輔の友人。成績もよく、女子から人気も高い完璧超人。イリアのミステリー研究会に名前を貸している。
八木沼艶子（やぎぬま つやこ）
光輔たちの通う学校の養護教諭。イリアと同じく宇宙人であり、研究のために5ヶ月ほど前に地球にやってきた。能力的にはイリアより劣るらしく、資金面ではイリアがブラックカードを与えられているのに、彼女はゴールドカードと待遇に格差があり、イリアを妬んでいる。

## 用語
擬似生物（ぎじせいぶつ）
生物としての三大活動、食事・睡眠・繁殖をしないが自立活動を行うものの総称。ゴーレムのような外見をした岩石型擬似生物など、さまざまな個体が存在する。〈スイッチ〉によってのみ生み出される。
〈スイッチ〉
擬似生物を生み出すもの。危険物に指定されているが、イリアと同種族の誰かが地球に持ち込んだ。回収を命じられたイリア自身もどんな形で、どれほどの大きさなのか知らされていないため、詳細は不明。

## 評価
第14回スニーカー大賞にて奨励賞を受賞した。同賞で審査員を務めた安井健太郎、岩井恭平、THORES柴本は本作について以下のように評している。

## 既刊一覧
- 北川拓磨（著）・MA@YA（イラスト）、KADOKAWA〈角川スニーカー文庫〉、全2巻
  - 『A&A アンドロイド・アンド・エイリアン 未知との遭遇まさかの境遇』、2010年3月1日初版発行（2月27日発売[3]）、ISBN 978-4-04-474809-8
  - 『A&A アンドロイド・アンド・エイリアン 星にいくつかの願いを』、2010年10月1日初版発行（9月30日発売[4]）、ISBN 978-4-04-474820-3